# Pseudagrion vumbaense
Pseudagrion vumbaense – gatunek ważki z rodziny łątkowatych (Coenagrionidae). Stwierdzono go jedynie na terytorium Zimbabwe.